# 麻豆老街

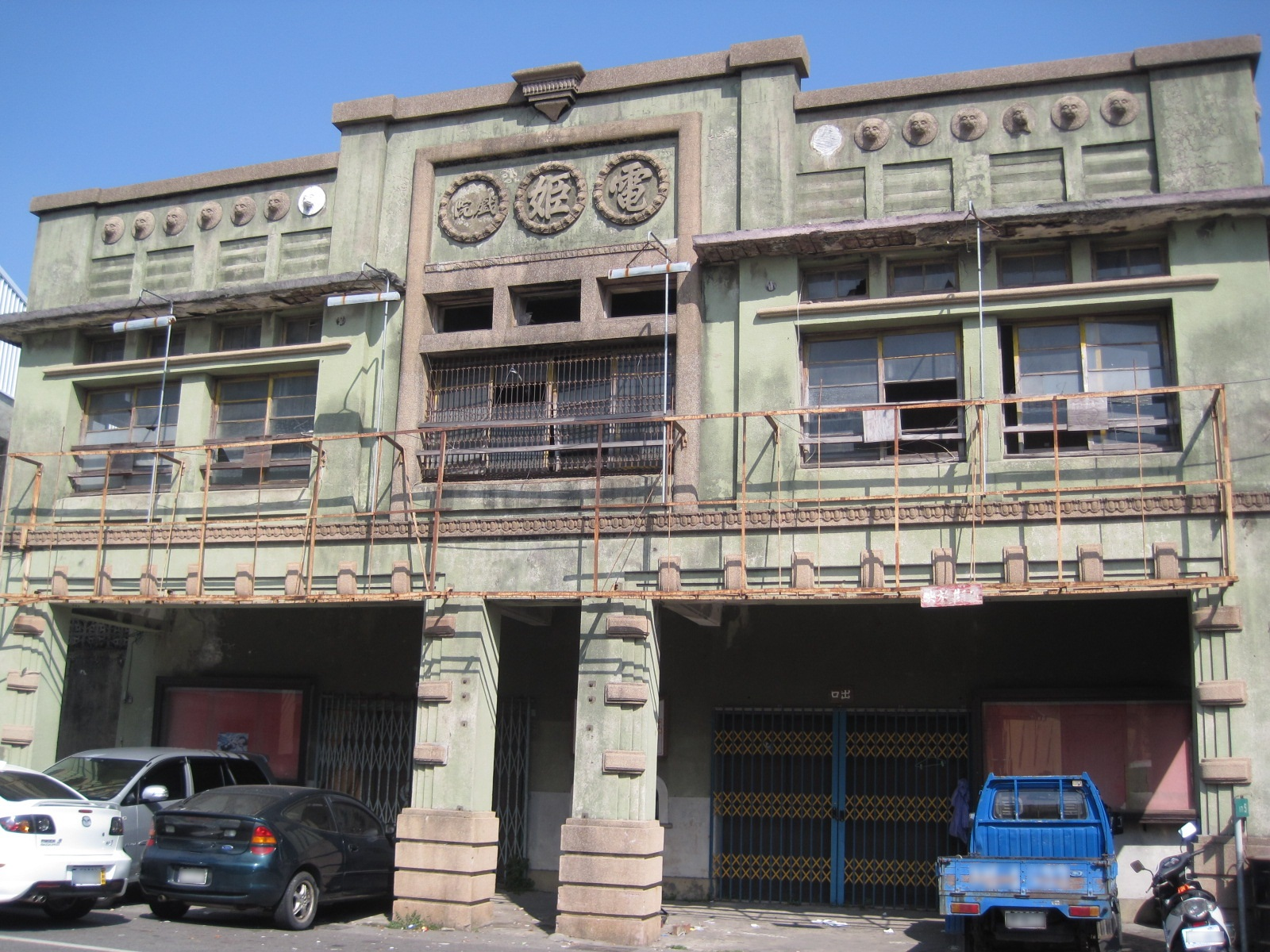
麻豆老街的電姬戲院

麻豆老街是位於臺灣臺南市麻豆區的老街。麻豆老街不是一條單一街道，而是從「頂街」興中路延伸到「下街」中山路、中正路的街廓，約興建於1920年（日治大正九年）至昭和年間，這個範圍是麻豆巴洛克式老街屋最集中的區域。不同於許多老街經過整治規劃後的形象統一，麻豆老街呈現新舊交雜之貌，許多老屋的外觀已被招牌擋住。
位於中山路上，落成於1938年（昭和十三年）的電姬戲院是老街代表性的建築，除此之外特色建築尚有日新家具、永發商行、三商百貨以及頂街興中路段的統一超商、成記行、龍光乾洗店、振興家具行等。